# Сарыкдарья
Сарыкдарья (ладакх. Lungmo-che — большая долина) — река в Китае, левый приток реки Раскемдарья. Протекает на территории уезда Каргалык округа Кашгар Синьцзян-Уйгурского автономного района. Берёт начало в ледниках Каракорума около перевалов Марпо (ладакх. Marpo La — красный перевал, 5611) и  Салангла (ладакх. Sa-Kang La, 5531 м) на северных склонах хребта Агыл. Течёт в северо-восточном направлении между горами Шаскумбатаг (6657) на западе и горами Сарыктаг на востоке. Впадает в реку Раскемдарья  на высоте 4619 м.
В 1926 году долину реки исследовал майор Кеннет Мэйсон. Долину реки Сарыкдарья, которую полковник-лейтенант Британской Индии Генри Вуд (Henry Wood), топограф итальянской экспедиции де Филиппи 1914 года  назвал stream I, майор Мэйсон назвал Lungmo-che. Как пишет немецкий путешественник Эмиль Тринклер (1896—1931), долина реки Сарыкдарья — типичная широкая впадина с большими хранилищами фирна или ледниковыми цирками (cwms), свисающими над долиной. Майор Британской Индии Клиффорд (Clifford, I.M.S.) сообщал в The Geographical Journal о больших стадах голубых баранов в долине реки Сарыкдарья с более крупными головами, чем у обитающих в Индии, и о уникальной находке черепа голубого барана размером 36 дюймов. Как сообщает Маргарет Грегсон (Margaret Gregson), посетившая долину летом 1927 года, южная сторона реки крутая, каменистая и местами покрыта ледниками. Долина реки, тем не менее, представляет собой хорошее пастбище во многих местах и привлекает множество баранов и антилоп.